# 弓岡敬二郎
弓岡 敬二郎（ゆみおか けいじろう、1958年6月28日 - ）は、兵庫県姫路市出身の元プロ野球選手（内野手）、プロ野球監督、野球解説者。

## 経歴

### プロ入りまで
東洋大姫路高校では1974年に、1年生ながら一番打者、遊撃手として夏の全国高校野球選手権大会に出場。3回戦に進むが平安高に敗退。新チームとなり同年の秋季近畿大会県予選では投手として活躍し本大会に進む。しかし1回戦で東山高に大敗し春の選抜出場を逸した。その後は内野手に戻るが、翌1975年夏の甲子園県予選では準決勝で洲本高に敗れる。
1976年春の選抜高校野球大会に出場。準々決勝で智辯学園のエース山口哲治を打ち崩し、準決勝に進むが小山高に0-1で惜敗。この大会では大会第2号本塁打を放ち、攻守走三拍子揃った遊撃手として注目される。夏の県予選でも決勝に進出するが、上野克二のいた市神港に大敗、甲子園には届かなかった。1年下のチームメートに松本正志、宮本賢治の両投手がいた。
1976年のドラフト会議でクラウンライターライオンズから3位指名されるが、入団を拒否し、社会人野球の新日鐵広畑に進む。1979年の都市対抗ではエース藤高俊彦を擁し活躍、翌年の同大会にも神戸製鋼の補強選手として出場した。

### 現役時代
1980年のドラフト3位で阪急ブレーブスに入団。7年連続ダイヤモンドグラブ賞を獲得していた不動のショートストップ・大橋穣がキャンプで右肩骨折したことでレギュラーに抜擢され、ポジションを奪い取る形となり、打率は悪いものの新人ながら全試合出場を果たす。
1983年には35盗塁をマークし、打率も.260とまずまずの成績を残す。
1984年のオールスターゲームでは、遊撃手部門でプロ入り同期の石毛宏典（西武）を抑えて1位で選出された。チームが5年ぶりにリーグ優勝したこの年に、初の3割を打ちベストナインとダイヤモンドグラブ賞を受賞した。
1987年にもゴールデングラブ賞（前シーズンにダイヤモンドグラブ賞より改称）を受賞。
1991年に33歳という若さで引退した。
応援歌は最終年を除き社会人時代の「新日鐵マーチ」の替え歌だった。

### 引退後
引退後、1992年から1994年まではオリックス一軍内野守備・走塁コーチを務めた。
1995年から1997年までは二軍内野守備・走塁コーチ。
1998年から1999年までは二軍監督。
2000年から2002年までは一軍守備・走塁コーチ。
2003年から2005年まではフロント入り。
2006年から2007年までは二軍守備・走塁コーチ。
2008年からは二軍チーフ兼守備・走塁コーチを務めていたが、テリー・コリンズ監督の辞任に伴うコーチ陣の異動で5月22日からチーフコーチ専任となる。
2009年から2010年までは再び二軍チーフ兼守備・走塁コーチを務めた。
2011年から2012年までは二軍チーフ総合コーチを務めた。
2013年は二軍監督に就任。10月29日に契約満了に伴い、1980年に選手として入団以来33年目での退団が発表された。
2014年より、四国アイランドリーグplus・愛媛マンダリンパイレーツの監督を務める。初年度は前期は最下位だったが、後期は惜しくも優勝を逃す2位ながら年間勝率2位となり、前期後期を連覇した徳島インディゴソックスとのリーグチャンピオンシップに出場。チームとしてチャンピオンシップ初勝利を挙げ対戦成績タイまで持ち込んだが、最終戦に敗れてチーム初優勝（またリーグ史上初の「年間勝率2位からの総合優勝」）を逃した。
2015年は2年目で就任後初となる後期優勝を達成、前期優勝の香川オリーブガイナーズとのリーグチャンピオンシップシップも制して、就任2年目でチームの「悲願」だった年間総合優勝を達成した。ベースボール・チャレンジ・リーグ優勝チームの新潟アルビレックス・ベースボール・クラブと対戦したグランドチャンピオンシップも3勝2敗で制し、「独立リーグ日本一」に導いた。
2016年は前後期と年間総合優勝をすべて達成する「完全優勝」を実現した。リーグでは3球団目で、監督としても3人目（他に西田真二（2回）、島田直也）となる。ベースボール・チャレンジ・リーグ優勝チームの群馬ダイヤモンドペガサスと対戦したグランドチャンピオンシップは初戦から2連勝で王手をかけたが、前年とは逆にそこから3連敗を喫し、史上2チーム目となるシリーズ連覇を逃した。同年10月27日愛媛の監督退任と、オリックスへの復帰（育成統括コーチ就任）が発表された。退任に際して、愛媛球団は弓岡の背番号77を永久欠番にすることを発表した。
2017年はオリックス育成統括コーチ。
2018年は二軍ヘッド兼育成統括コーチ。
2019年は育成チーフコーチ、9月29日に来季の契約更新を行わない旨を通告された。11月1日付で事業部本社運営部に配属。
2020年からはオリックスに在籍しつつ、J SPORTS、BS12トゥエルビ、パ・リーグTVのオリックス戦中継（球団制作）の野球解説者としても活動した。
2021年11月18日、2022年シーズンより四国IL・愛媛の監督に6年ぶりに復帰することが発表された。2022年1月27日、前回監督時と同じで永久欠番になっていた背番号77を付けることが発表された。復帰初年度は、前期は最下位に終わったものの、後期は終盤まで優勝を争い、2位となった。10月20日のNPBドラフト会議で捕手の上甲凌大が、横浜DeNAベイスターズから育成選手枠で指名を受けてチームとして11年ぶりのNPBドラフト指名者となった（弓岡の監督在任中では初）。シーズン終了後の11月24日に留任が発表された。

## 選手としての特徴・人物
堅実な遊撃守備と俊足巧打が武器。現役時代は貴重なつなぎ役としてチームを支えた。
守備練習では、いかに相手打者が併殺になりやすいかを考え、時には二塁手の練習をすることもあったという。瞬時の状況判断が求められる試合では、第三者に自分の判断が正しかったかを聞くことで自らを客観視していた。テニスでサーブを待つ構えを参考に小刻みに体を動かしながら構え、二塁寄りの打球は送球も考慮し、出来るだけ曲線を描きながら捕球していた。また、三塁寄りの打球は正面で捕球することにこだわらず、逆シングルでいったり、弱いゴロは思い切って突っ込んでいた。
打者としては三振が少なく（シーズン最多が1987年の33三振）、通算では四球が三振を上回っている。

## 詳細情報

### 年度別打撃成績
| 年 度     | 球 団           | 試 合 | 打 席 | 打 数 | 得 点 | 安 打 | 二 塁 打 | 三 塁 打 | 本 塁 打 | 塁 打 | 打 点 | 盗 塁 | 盗 塁 死 | 犠 打 | 犠 飛 | 四 球 | 敬 遠 | 死 球 | 三 振 | 併 殺 打 | 打 率 | 出 塁 率 | 長 打 率 | O P S |
| --------- | --------------- | ----- | ----- | ----- | ----- | ----- | -------- | -------- | -------- | ----- | ----- | ----- | -------- | ----- | ----- | ----- | ----- | ----- | ----- | -------- | ----- | -------- | -------- | ----- |
| 1981      | 阪急 オリックス | 130   | 419   | 377   | 42    | 80    | 11       | 4        | 4        | 111   | 30    | 15    | 7        | 21    | 3     | 16    | 0     | 2     | 23    | 11       | .212  | .246     | .294     | .541  |
| 1982      | 阪急 オリックス | 112   | 224   | 194   | 28    | 41    | 8        | 1        | 0        | 51    | 12    | 11    | 5        | 12    | 1     | 15    | 0     | 2     | 11    | 10       | .211  | .274     | .263     | .536  |
| 1983      | 阪急 オリックス | 130   | 539   | 462   | 62    | 120   | 17       | 4        | 5        | 160   | 41    | 35    | 9        | 41    | 5     | 30    | 0     | 1     | 29    | 4        | .260  | .303     | .346     | .650  |
| 1984      | 阪急 オリックス | 125   | 570   | 470   | 72    | 143   | 18       | 5        | 6        | 189   | 45    | 15    | 10       | 49    | 6     | 43    | 0     | 2     | 26    | 12       | .304  | .361     | .402     | .763  |
| 1985      | 阪急 オリックス | 124   | 565   | 478   | 80    | 141   | 17       | 2        | 8        | 186   | 63    | 28    | 3        | 46    | 5     | 35    | 0     | 1     | 28    | 13       | .295  | .341     | .389     | .730  |
| 1986      | 阪急 オリックス | 127   | 520   | 452   | 55    | 115   | 17       | 2        | 6        | 154   | 43    | 12    | 3        | 25    | 2     | 38    | 0     | 3     | 24    | 8        | .254  | .315     | .341     | .656  |
| 1987      | 阪急 オリックス | 127   | 405   | 366   | 37    | 90    | 14       | 0        | 5        | 119   | 22    | 3     | 4        | 18    | 1     | 18    | 2     | 2     | 33    | 7        | .246  | .284     | .325     | .609  |
| 1988      | 阪急 オリックス | 102   | 246   | 216   | 15    | 48    | 5        | 0        | 2        | 59    | 11    | 2     | 2        | 13    | 0     | 16    | 0     | 1     | 17    | 5        | .222  | .279     | .273     | .552  |
| 1989      | 阪急 オリックス | 69    | 36    | 27    | 9     | 3     | 2        | 0        | 0        | 5     | 2     | 2     | 1        | 5     | 1     | 2     | 0     | 1     | 1     | 1        | .111  | .194     | .185     | .379  |
| 1990      | 阪急 オリックス | 70    | 96    | 84    | 21    | 20    | 2        | 1        | 1        | 27    | 4     | 9     | 2        | 7     | 0     | 5     | 0     | 0     | 14    | 1        | .238  | .281     | .321     | .602  |
| 1991      | 阪急 オリックス | 36    | 21    | 18    | 5     | 6     | 2        | 0        | 0        | 8     | 0     | 0     | 0        | 3     | 0     | 0     | 0     | 0     | 0     | 0        | .333  | .333     | .444     | .778  |
| NPB：11年 | NPB：11年       | 1152  | 3641  | 3144  | 426   | 807   | 113      | 19       | 37       | 1069  | 273   | 132   | 46       | 240   | 24    | 218   | 2     | 15    | 206   | 72       | .257  | .306     | .340     | .646  |

- 各年度の太字はリーグ最高
- 阪急（阪急ブレーブス）は、1989年にオリックス（オリックス・ブレーブス）に球団名を変更

### 表彰
- ベストナイン：1回 （1984年）
- ゴールデングラブ賞：2回 （1984年、1987年）

### 記録
初記録
- 初出場・初先発出場：1981年4月6日、対近鉄バファローズ前期1回戦（日生球場）、9番・遊撃手で先発出場
- 初安打：1981年4月9日、対ロッテオリオンズ前期3回戦（川崎球場）、4回表に村田兆治から単打
- 初盗塁：1981年4月22日、対近鉄バファローズ前期3回戦（阪急西宮球場）、4回裏に二盗（投手：石本貴昭、捕手：梨田昌崇）
- 初打点：1981年4月29日、対ロッテオリオンズ前期5回戦（阪急西宮球場）、5回裏に望月卓也から
- 初本塁打：1981年6月21日、対日本ハムファイターズ前期12回戦（後楽園球場）、5回表に高橋里志からソロ

節目の記録
- 200犠打：1987年6月7日、対ロッテ・オリオンズ9回戦 (石川県立野球場) 、7回表に荘勝雄から
- 1000試合出場：1989年6月3日、対ロッテオリオンズ9回戦（西京極球場）、7回裏に藤井康雄の代走で出場 ※史上283人目

その他の記録
- 1試合4犠打：1985年6月9日、対南海ホークス11回戦（鳥屋野運動公園野球場） ※日本記録
- オールスターゲーム出場：1回 （1984年）

### 背番号
- 5 （1981年 - 1991年）
- 77 （1992年 - 2002年、2006年 - 2016年、2022年 - ） ※愛媛マンダリンパイレーツの永久欠番（2016年11月25日制定）
- 85 （2017年 - 2019年）